# Central Square
Central Square és una població dels Estats Units a l'estat de Nova York. Segons el cens del 2000 tenia 1.646 habitants.

## Demografia
Segons el cens del 2000, Central Square tenia 1.646 habitants, 752 habitatges, i 430 famílies. La densitat de població era de 343,5 habitants/km².
Dels 752 habitatges en un 26,9% hi vivien nens de menys de 18 anys, en un 43,2% hi vivien parelles casades, en un 10,5% dones solteres, i en un 42,7% no eren unitats familiars. En el 36,4% dels habitatges hi vivien persones soles el 18,9% de les quals corresponia a persones de 65 anys o més que vivien soles. El nombre mitjà de persones vivint en cada habitatge era de 2,19 i el nombre mitjà de persones que vivien en cada família era de 2,84.
Per edats la població es repartia de la següent manera: un 22,3% tenia menys de 18 anys, un 8,3% entre 18 i 24, un 27,6% entre 25 i 44, un 22,7% de 45 a 60 i un 19,1% 65 anys o més.
L'edat mediana era de 39 anys. Per cada 100 dones de 18 o més anys hi havia 83 homes.
La renda mediana per habitatge era de 31.875 $ i la renda mediana per família de 45.441 $. Els homes tenien una renda mediana de 34.583 $ mentre que les dones 25.078 $. La renda per capita de la població era de 20.946 $. Entorn del 8,6% de les famílies i el 12,5% de la població estaven per davall del llindar de pobresa.